# Bataille de Hallein
Rébellion du Tyrol
Batailles
- Axams
- Sterzing
- Innsbrück
- Kufstein
- Volano
- Lofer
- Waidring
- Wörgl
- Strass im Zillertal
- 1re Bergisel
- 2e Bergisel
- Franzensfeste
- Pontlatzer Brücke
- 3e Bergisel
- Unken
- Lueg
- Hallein
- Melleck
- 4e Bergisel
- Pustertal
- Meran
- Sankt Leonhard in Passeier

La bataille de Hallein se déroule le 3 octobre 1809 lors de la rébellion du Tyrol. Elle s'achève par la victoire des Bavarois qui reprennent Hallein et repoussent une offensive des insurgés autrichiens sur la ville de Salzbourg.

## Déroulement
Après leur victoire à la bataille du col de Lueg, les forces insurgées de Joachim Haspinger et Josef Struber s'emparent de Hallein et menacent la ville de Salzbourg. Le maréchal français François Joseph Lefebvre prend alors la tête des 2 000 hommes de la brigade du général-major bavarois Stengel et contre-attaque le 3 octobre. Les Tyroliens et les Salzbourgeois commandés par Haspinger sont battus et repoussés dans les montagnes, en laissant derrière eux leurs six canons.